# Lista rezervațiilor naturale din județul Vâlcea

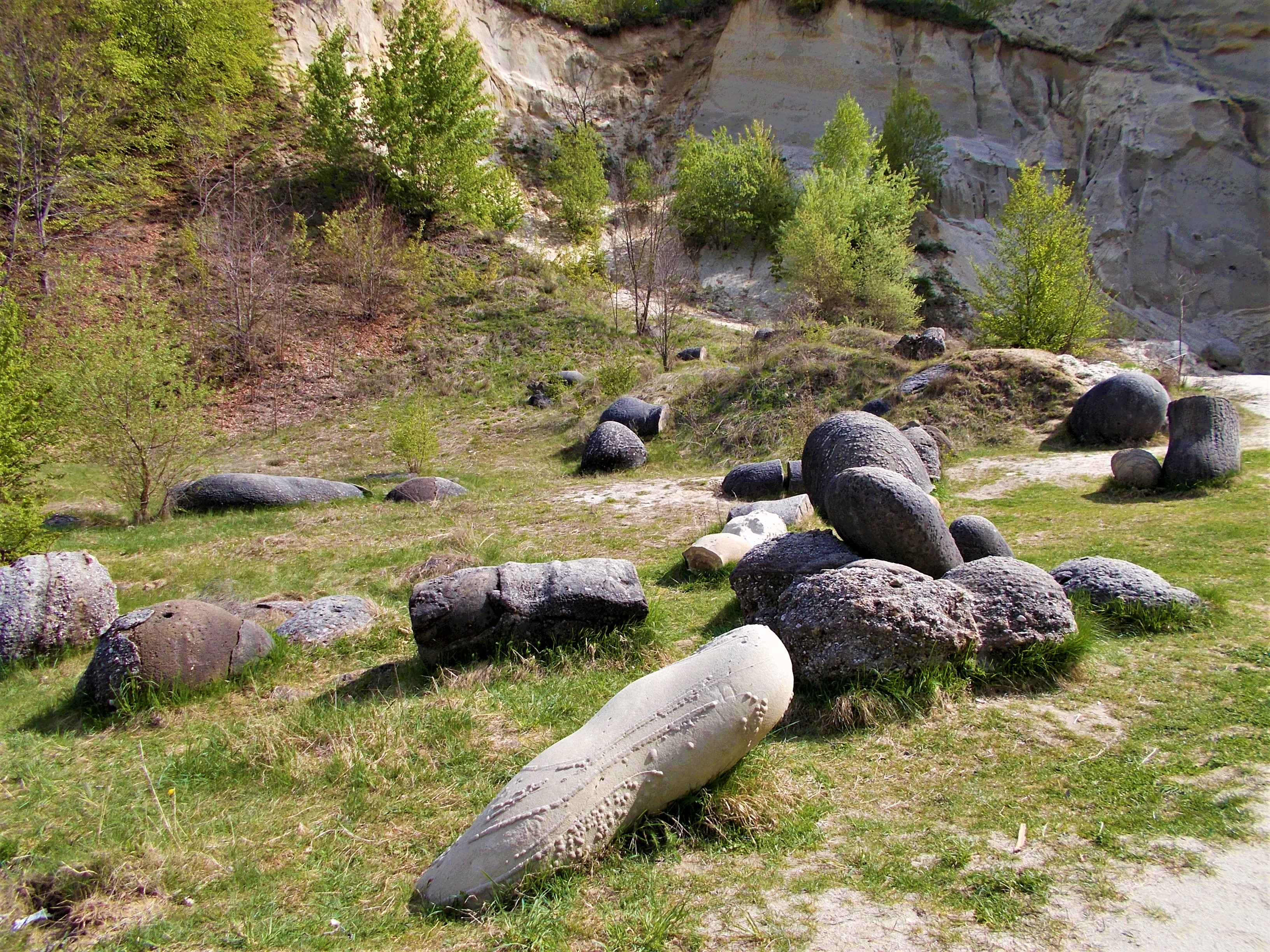
Rezervația naturală Muzeul Trovanților

Lista rezervațiilor naturale din județul Vâlcea cuprinde ariile protejate de interes național (rezervații naturale), aflate pe teritoriul administrativ al județului Vâlcea, declarate prin Legea nr. 5 din 6 martie 2000 (privind aprobarea Planului de amenajare a teritoriului național - Secțiunea a III-a - arii protejate), Hotărârea de Guvern nr. 1581/2005 (privind instituirea regimului de arie naturală protejată pentru noi zone), publicată în Monitorul Oficial al României din 11 ianuarie 2006 și prin Hotărârea de Guvern nr. 1143 din 18 septembrie 2007, publicată în Monitorul Oficial al României, nr.691 din 11 octombrie 2007 (privind instituirea de noi arii protejate).

## Lista ariilor protejate
| Denumirea ariei protejate         | Cod       | Localizare           | Categorie IUCN | Tip           | Suprafață (ha) | Observații (foto)                      |
| --------------------------------- | --------- | -------------------- | -------------- | ------------- | -------------- | -------------------------------------- |
| Avenul Piciorul Boului            | RONPA0801 | Câineni              | III            | speologic     | 0,10           | monument al naturii                    |
| Căldarea Gâlcescu                 | RONPA0816 | Voineasa             | IV             | mixt          | 200            |                                        |
| Iezerul Latorița                  | RONPA0820 | Malaia               | IV             | mixt          | 10             |                                        |
| Jnepenișul Stricatul              | RONPA0811 | Voineasa             | IV             | mixt          | 15             |                                        |
| Lacul Strejești                   | VI.22     | Tighina              | IV             | avifaunistic  | 2.378          | declarat prin HG 2151/2004             |
| Mlaștina Mosoroasa                | RONPA0812 | Mosoroasa            | IV             | botanic       | 1,40           |                                        |
| Muntele Stogu                     | RONPA0821 | Băile Olănești       | IV             | mixt          | 10             |                                        |
| Pădurea Silea                     | RONPA0814 | Fumureni             | IV             | mixt          | 25             |                                        |
| Pădurea Călinești - Brezoi        | RONPA0815 | Brezoi               | IV             | mixt          | 200            |                                        |
| Pădurea Latorița                  | RONPA0822 | Malaia               | IV             | mixt          | 7,10           |                                        |
| Pădurea Tisa Mare                 | RONPA0813 | Lungești             | IV             | mixt          | 50             |                                        |
| Pădurea Valea Cheii               | RONPA0825 | Băile Olănești       | IV             | mixt          | 1,50           |                                        |
| Peștera Arnăuților                | RONPA0809 | Băile Olănești       | III            | speologic     | 0,40           | monument al naturii                    |
| Peștera Caprelor                  | RONPA0800 | Băile Olănești       | III            | speologic     | 0,50           | monument al naturii                    |
| Peștera Clopot                    | RONPA0810 | Băile Olănești       | III            | speologic     | 0,10           | monument al naturii                    |
| Peștera cu Lac                    | RONPA0807 | Băile Olănești       | III            | speologic     | 0,10           | monument al naturii                    |
| Peștera cu Perle                  | RONPA0808 | Băile Olănești       | III            | speologic     | 0,50           | monument al naturii                    |
| Peștera Munteanu - Murgoci        | RONPA0803 | Băile Olănești       | III            | speologic     | 1              | monument al naturii                    |
| Peștera Liliecilor                | RONPA0802 | Costești             | III            | speologic     | 1              | monument al naturii                    |
| Peștera Pagodelor                 | RONPA0804 | Băile Olănești       | III            | speologic     | 0,30           | monument al naturii                    |
| Peștera Rac                       | RONPA0805 | Băile Olănești       | III            | speologic     | 0,20           | monument al naturii                    |
| Peștera Valea Bistrița            | RONPA0806 | Băile Olănești       | III            | speologic     | 0,25           | monument al naturii                    |
| Piramidele de la Slătioara        | RONPA0799 | Slătioara, Stroiești | III            | geologic      | 10,50          | monument al naturii                    |
| Piramidele din Valea Stăncioiului | RONPA0798 | Râmnicu Vâlcea       | III            | geologic      | 12             | monument al naturii                    |
| Muzeul Trovanților                | RONPA0936 | Costești             | IV             | geologic      | 1,10           | Rezervaţia naturală Muzeul Trovanţilor |
| Rezervația Cristești              | RONPA0824 | Voineasa             | IV             | mixt          | 3              |                                        |
| Rezervația Sterpu-Dealul Negru    | RONPA0823 | Voineasa             | IV             | mixt          | 5              |                                        |
| Rezervația Miru-Bora              | RONPA0817 | Voineasa             | IV             | mixt          | 25             |                                        |
| Rezervația Rădița - Mânzu         | RONPA0819 | Băile Olănești       | IV             | mixt          | 10             |                                        |
| Rezervația paleontologică Golești | RONPA0826 | Golești              | IV             | paleontologic | 10             |                                        |
| Rezervația Ocnele Mari            | RONPA0818 | Ocnele Mari          | IV             | mixt          | 15             | Rezervaţia naturală Ocnele Mari        |